# Beciu (gmina)
Beciu – gmina w Rumunii, w okręgu Teleorman. Obejmuje miejscowości Bârseștii de Jos, Beciu i Smârdan. W 2011 roku liczyła 1614 mieszkańców. 